# Grand Prix Argentyny 1971
Grand Prix Argentyny 1971 – runda, która odbyła się na torze Buenos Aires 24 stycznia 1971.

## Wyniki

### Wyścig
| Poz. | Kierowca                       | Zespół            | Okrążeń | Czas/powód NU   |
| ---- | ------------------------------ | ----------------- | ------- | --------------- |
| 1    | Chris Amon                     | Matra             | 100     | 2:08:19.29      |
| 2    | Henri Pescarolo                | March-Ford        | 100     | + 21.86 s       |
| 3    | Carlos Reutemann               | McLaren-Ford      | 100     |                 |
| 4    | David Prophet                  | McLaren-Chevrolet | 96      | + 4 okrążenia   |
| NU   | Derek Bell                     | March-Ford        | 88      | Silnik          |
| NU   | Jo Siffert                     | March-Ford        | 86      | Zawieszenie     |
| NU   | Reine Wisell                   | Lotus-Ford        | 84      | Wypadek         |
| NS   | Gordon Spice                   | McLaren-Chevrolet | 84      |                 |
| NU   | Wilson Fittipaldi              | Brabham-Ford      | 71      | Silnik          |
| NS   | Joakim Bonnier                 | Lola-Chevrolet    | 68      |                 |
| NU   | Silvio Moser                   | Bellasi-Ford      | 66      | Silnik          |
| NU   | Rolf Stommelen                 | Surtees-Ford      | 60      | Skrz. biegów    |
| NS   | Carlos Marinkovich Gregg Young | McLaren-Chevrolet | 59      |                 |
| NU   | Emerson Fittipaldi             | Lotus-Ford        | 48      | Ciśnienie oleju |
| NU   | Néstor García Veiga            | Surtees-Chevrolet | 11      | Wyciek oleju    |

Na niebieskim tle bolidy z Formuły 5000

### Najszybsze okrążenie
- Chris Amon – 1:15.05